# Puerto Real
Puerto Real (Cảng Hoàng gia) là một đô thị cảng biển trong tỉnh Cádiz, phía nam Tây Ban Nha. Dân số 37886 người (năm 2005).

## Dân số
| 1999   | 2000   | 2001   | 2002   | 2003   | 2004   | 2005   |
| ------ | ------ | ------ | ------ | ------ | ------ | ------ |
| 34.447 | 35.182 | 35.723 | 36.221 | 37.033 | 37.481 | 37.886 |

Nguồn: INE (tiếng Tây Ban Nha)